# Trematolobelia auriculata
Trematolobelia auriculata là loài thực vật có hoa trong họ Hoa chuông. Loài này được H.St.John miêu tả khoa học đầu tiên năm 1982 publ. 1983.